# Schleswig-Holstein-Sonderburg-Beck

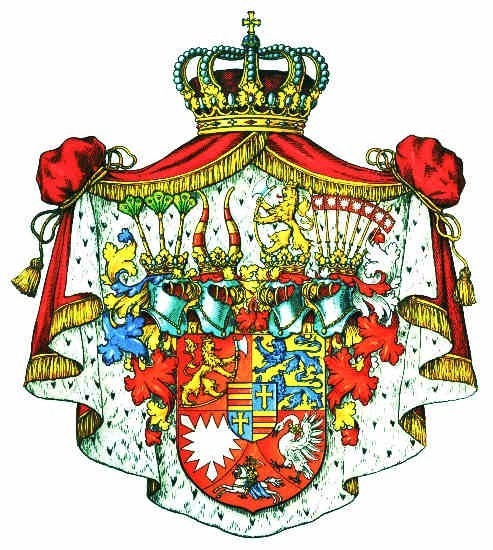
Herzogliches Wappen Schleswig-Holstein-Sonderburg-Beck

Das herzogliche Haus Schleswig-Holstein-Sonderburg-Beck war eine Nebenlinie des Zweiges Schleswig-Holstein-Sonderburg aus dem Haus Oldenburg. Sie wurde begründet durch Herzog August Philipp. Der Familienzweig benannte sich nach dem in Löhne liegenden Gut Haus Beck, das zum Besitz des ersten Herzogs gehörte. Die Familienmitglieder erhielten zwar den herzoglichen Titel und Rang, besaßen aber in Schleswig und Holstein lediglich Erbrechte und verfügten über keine souveränen Ländereien. Im Juli 1825 wurde das Haus Beck an die Familie von Wulfen verkauft.
Aus der Familie ging 1825 mit Verleih des Titels durch König Friedrich VI. die jüngere Linie des Hauses Schleswig-Holstein-Sonderburg-Glücksburg hervor. Der erste Herzog dieses Zweiges war Friedrich Wilhelm. Diese Linie ist heute zumeist nach ihrem Stammschloss Schloss Glücksburg als Haus Glücksburg bekannt, zu ihren Mitgliedern zählen unter anderem die dänische Königin Margrethe II., der norwegische König Harald V., die spanische Königin Sophia und Prinz Philip, Duke of Edinburgh.

## Herzöge
- 1627–1675 August Philip
- 1675–1689 August
- 1689–1719 Friedrich Wilhelm I.
- 1719–1728 Friedrich Ludwig
- 1728–1749 Friedrich Wilhelm II.
- 1749–1757 Friedrich Wilhelm III.
- 1757–1774 Karl Ludwig
- 1774–1775 Peter August
- 1775–1816 Friedrich Karl Ludwig
- 1816–1825 Friedrich Wilhelm III., Begründer der jüngeren Linie des Hauses Glücksburg

## Bekannte Mitglieder
- Karl Anton August von Schleswig-Holstein-Sonderburg-Beck (1727–1759), Prinz von Schleswig-Holstein-Sonderburg-Beck
- Katharina von Holstein-Beck (1750–1811), Herzogin